# 安國站 (北海道)

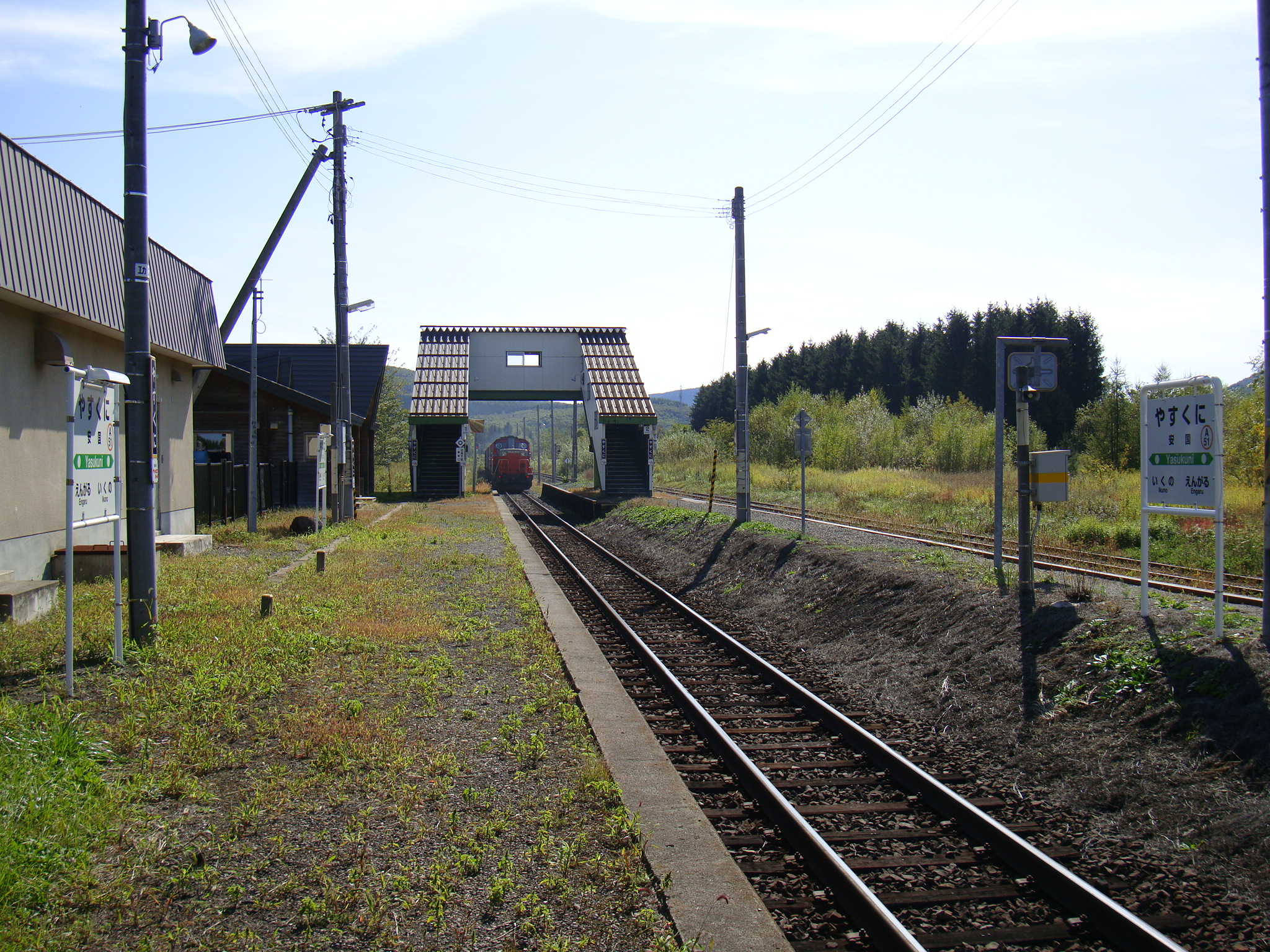
月台

安國站（日语：／ Yasukuni eki */?）位於北海道紋別郡遠輕町，是北海道旅客鐵道（JR北海道）石北本線上的站。車站編號爲A51。

## 車站構造
岸式與島式複合月台共計2面2線的地面車站。其中下行線雖然兩邊均有月台相鄰，但島式月台其天橋附近地基崩落，故有一側無法使用。無人車站，由遠輕站管理。

### 月台配置
| 月台 | 路線      | 方向 | 目的地         |
| ---- | --------- | ---- | -------------- |
| 1    | ■石北本線 | 下行 | 北見、網走方向 |
| 2    | ■石北本線 | 上行 | 遠輕、旭川方向 |

## 車站周邊
安國聚落所在。
- 國道242號、國道333號
- 遠輕町公所安國派出所
- 遠輕警察署安國駐在所
- 安國郵局
- 遠輕町立安國中學
- 遠輕町立安國小學
- 遠輕町立安國保育園
- 北海道北見巴士「安國」停留站
- Seicomart安國店
- 安國神社

## 历史
- 1914年（大正3年）10月5日 - 設立下生田原站（しもいくたはらえき）。
- 1946年（昭和21年）3月1日 - 改稱為安國站。
- 1982年（昭和57年）11月15日 - 廢止貨物業務。
- 1983年（昭和58年）1月10日 - 廢止行李業務。導入CTC後無人化。
- 1987年（昭和62年）4月1日 - 國鐵分割民營化後成為北海道旅客鐵道（JR北海道）轄下的車站。

## 相鄰車站
北海道旅客鐵道（JR北海道）
■石北本線
特別快速「北見」
遠輕（A50）－安國（A51）－生田原（A53）
普通
遠輕（A50）－安國（A51）－（※）生野（A52）－生田原（A53）
（※）除下行2班、上行1班外通過生野站。

## 相關項目
- 石北本線
- 日本鐵路車站列表
- 安國站：同名車站，位於韓國首爾。

## 外部連結
- （日語）JR北海道 – 安國車站（页面存档备份，存于）
- （日語）全驛參觀之旅 （页面存档备份，存于）